# Батін канал

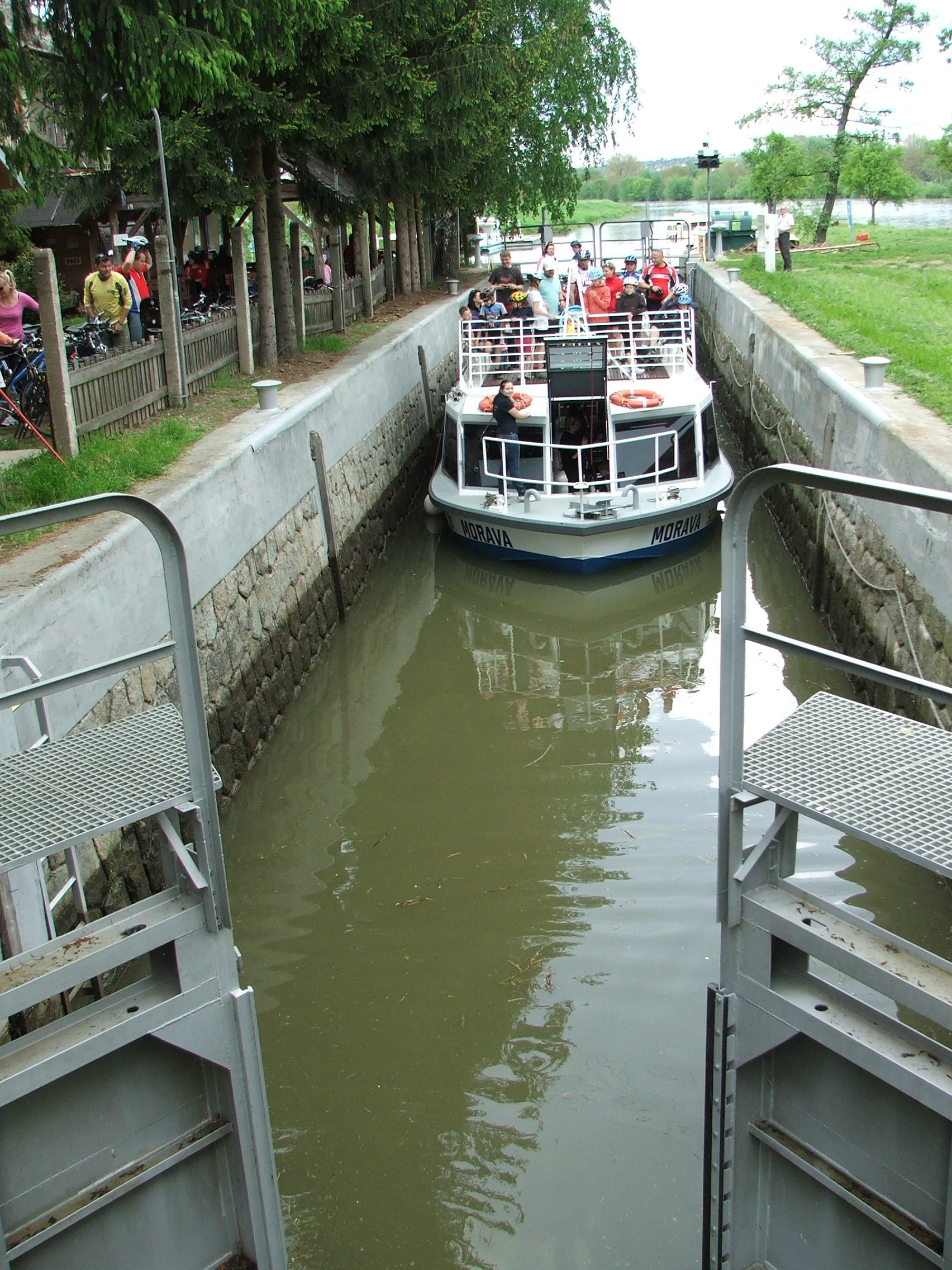
Туристичне плавання в районі Спитігнева

Батін канал (чеськ. Baťův kanál), або канал Отроковиці-Рогатець (чеськ. Průplav Otrokovice-Rohatec) — історичний канал довжиною 52 км, побудований у 1935–1938 рр., що з'єднує Отроковиці з Рогатецем у Моравії.

## Курс
Канал пролягає частково вздовж річки Морави, але здебільшого вздовж окремих водотоків з численними  греблями, 14 шлюзами та іншими гідротехнічними спорудами. На трасі каналу також є 23 мости.
Наразі майже весь маршрут (52 км) доступний для плавання, працюють 13 шлюзів. Можливе як туристичне, так і вантажне сполучення на каналі між Отроковицями і Петровим. Туристи можуть скористатися 8 портами та 13 пристанями для яхт. Завдяки будівництву пристані для яхт у Скалиці (Словаччина) канал став міжнародним судноплавним маршрутом.

## Транспорт і технології
Головною сировиною, яку транспортували каналом, було буре вугілля з шахти в Ратишковицях. Канал служив транспортною магістраллю компанії Томаша Баті. Вугілля доставлялось на теплову електростанцію в Отроковиці, яка постачала електрику і тепло для деяких взуттєвих фабрик Bata Shoes у Зліні і Отроковицях. На маршруті було багато різних видів унікальних технічних пристроїв, таких як поглиблювачі, вантажна канатна дорога та інших. На кожному із шлюзів є будиночки для персоналу, споруджені в характерному для модерністської архітектури будов взуттєвої імперії Баті. Частина цих об'єктів збереглася до наших днів, а частина реконструйована. Елементи каналу становлять туристичну привабливість для ознайомлення з історією технічної спадщини.

## Туристичні пам'ятки
Крім традиційного сплаву по каналу, круїзів на екскурсійних суднах, а також відвідування технічних пам'яток, розташованих вздовж водного шляху, можна також орендувати т.зв. гаузботи — плавучі будинки для тривалого відпочинку. Існують також комбіновані пропозиції, включно з атракціонами для любителів моравського вина, птахоспоглядання або любителів культурних пам'яток, які пропонують місцеві туроператори.